# Османи Хуанторена Портуондо
Османи Хуанторена Портуондо (рођен 12. августа 1985.) је италијански одбојкаш  кубанског порекла. Члан одбојкашке репрезентације Кубе 2003–2006. и садашњи члан одбојкашке репрезентације Италије и италијанског клуба Цуцине Лубе Цивитанова. Хуанторена је био освајач бронзане медаље Светске лиге 2005. и сребрне на Летњим олимпијским играма 2016. Вишеструки је освајач ЦЕВ Лиге шампиона и ФИВБ клупског Светског првенства са италијанским клубом Трентино Волеј. Хуанторена је освојио доста награда јер је учествовао 4 пута на ФИВБ клупском светском првенству. 

## Биографија
У матичној служби се зове Османи Хуанторена Портуондо и рођен је у Сантјаго де Куби 12. августа 1985. у хороскопском знаку Лава. У репрезентацији Италије дебитовао је 2015. године након што је добио италијанско држављанство, а са репрезентативним дресом освојио је и сребрну медаљу на Олимпијским играма у Рио де Жанеиру 2016. године.

### Приватан живот
Што се тиче приватног живота, ожењен је и отац  је две девојчице: Виторије и Анђелике рођене 2014. и 2018. године. Османи Хуанторена се венчао 16. јула 2017. године у Л 'Хавана Гленди Соси.Он често дели неке снимке свог свакодневног живота  на мрежи и директно са свог Инстаграм профила.

## Kлубови
Своју јуниорску каријеру започео је са 12 година у Оријенталес де Сантјаго. После неколико година прешао је у свој први професионални клуб у руској лиги - Урал Уфа, а следеће сезоне је отишао у Итас Диатец Трентино. Током играња у Италији, са својим клубом је три пута освојио златну медаљу на ЦЕВ Лиги шампиона (2009/2010, 2010/2011) и бронзану медаљу 2012. Освојио је четири златне медаље на ФИВБ Светском клупском првенству у одбојци за мушкарце (2009, 2010, 2011, 2012). Са клубом из Трентина освојио је две сребрне (2009/2010, 2011/2012) и једну златну медаљу првенства Италије (2010/2011) и два Купа Италије (2010, 2012). У мају 2010. играо је на краткој позајмици у Катару. Вратио се у Итас Диатец Трентино у септембру 2010. У сезони 2012/2013 освојио је Куп Италије и титулу шампиона Италије.
Након преласка у Халкбанк Анкару 2013. године, освојио је Суперкуп Турске 2013. и титулу шампиона Турске. У 2014. Халкбанк Анкара, укључујући Хуанторену, поново је освојио Суперкуп Турске. У априлу 2015. најавио је да ће каријеру наставити у Цуцине Лубе Цивитанова.

## Национални тим
Хуанторена се први пут појавио на међународну сцену још 2003. до 2006. са Кубом. Са Кубом је освојио бронзане медаље на ФИВБ Светској лиги 2005. године. Придружио репрезентацији Италије 2015. године, али управо са Италијом жање вредне успехе, освојио је бронзану медаљу на Европском првенству и сребрну медаљу ФИВБ Светског купа 2015. Хуанторена је имао позитиван утицај на нападачку снагу Италије на Летњим олимпијским играма 2016. Коначно је заиграо на олимпијској утакмици као члан италијанског тима и освојио сребрну медаљу.